# Aleja Walentego Roździeńskiego w Katowicach
Aleja Walentego Roździeńskiego w Katowicach – jedna z najważniejszych dróg w Katowicach i Górnośląsko-Zagłębiowskiej Metropolii, a także główna droga wylotowa Katowic w kierunku Zagłębia Dąbrowskiego (Sosnowca i Będzina) i dalej w kierunku Częstochowy i Warszawy. Przebiega ona przez sześć dzielnic Katowic: Bogucice, Dąbrówkę Małą, Koszutkę, Szopienice-Burowiec, Śródmieście i Zawodzie.
Aleja Walentego Roździeńskiego jest najdłuższą częścią drogi ekspresowej S86 i stanowi również część Drogowej Trasy Średnicowej – drogi szybkiego ruchu łącząca największe miasta Górnośląsko-Zagłębiowskiej metropolii w kierunku zachodnim. Pod rondem gen. Jerzego Ziętka istnieją dwa tunele o długości 672 i 657 metrów, umożliwiające swobodny ruch tranzytowy na osi zachód–wschód/południe. Łączą one ul. Chorzowską (DK79; DTŚ) z al. Walentego Roździeńskiego (DK79, DK86; S86; DTŚ).

## Przebieg
Aleja rozpoczyna swój bieg przy rondzie gen. Jerzego Ziętka na granicy Śródmieścia i Koszutki. Biegnie w kierunku wschodnim obok Spodka, kompleksu wieżowców .KTW (wcześniej w ich miejscu stał wieżowiec DOKP), siedziby NOSPR-u, terenów byłej kopalni węgla kamiennego Katowice (obecnie siedziba Muzeum Śląskiego w Katowicach) i osiedla Walentego Roździeńskiego (osiedla Gwiazdy), stanowiąc jednocześnie granicę między Bogucicami (na północy) oraz Śródmieściem i Zawodziem (na południu) Na tym odcinku trasa ta stanowi fragment drogi krajowej nr 79.
Na węźle drogowym z ul. Bagienną (od wschodu) i Murckowską (od południa) aleja przechodzi w drogę krajową nr 86 i kieruje się w kierunku północno-wschodnim. Na wysokości wiaduktu ul. Bohaterów Monte Cassino droga aleja staje się drogą ekspresową S86 i w dalszym przebiegu mija Centrum Handlowe Dąbrówka, po czym krzyżuje się z ulicą gen. Józefa Hallera w rejonie osiedla Przedwiośnie na granicy Dąbrówki Małej i Szopienic-Burowca. W okolicy zespołu przyrodniczo-krajobrazowego Szopienice-Borki i w miejscu przecięcia Brynicy droga przechodzi do Sosnowca.

## Historia

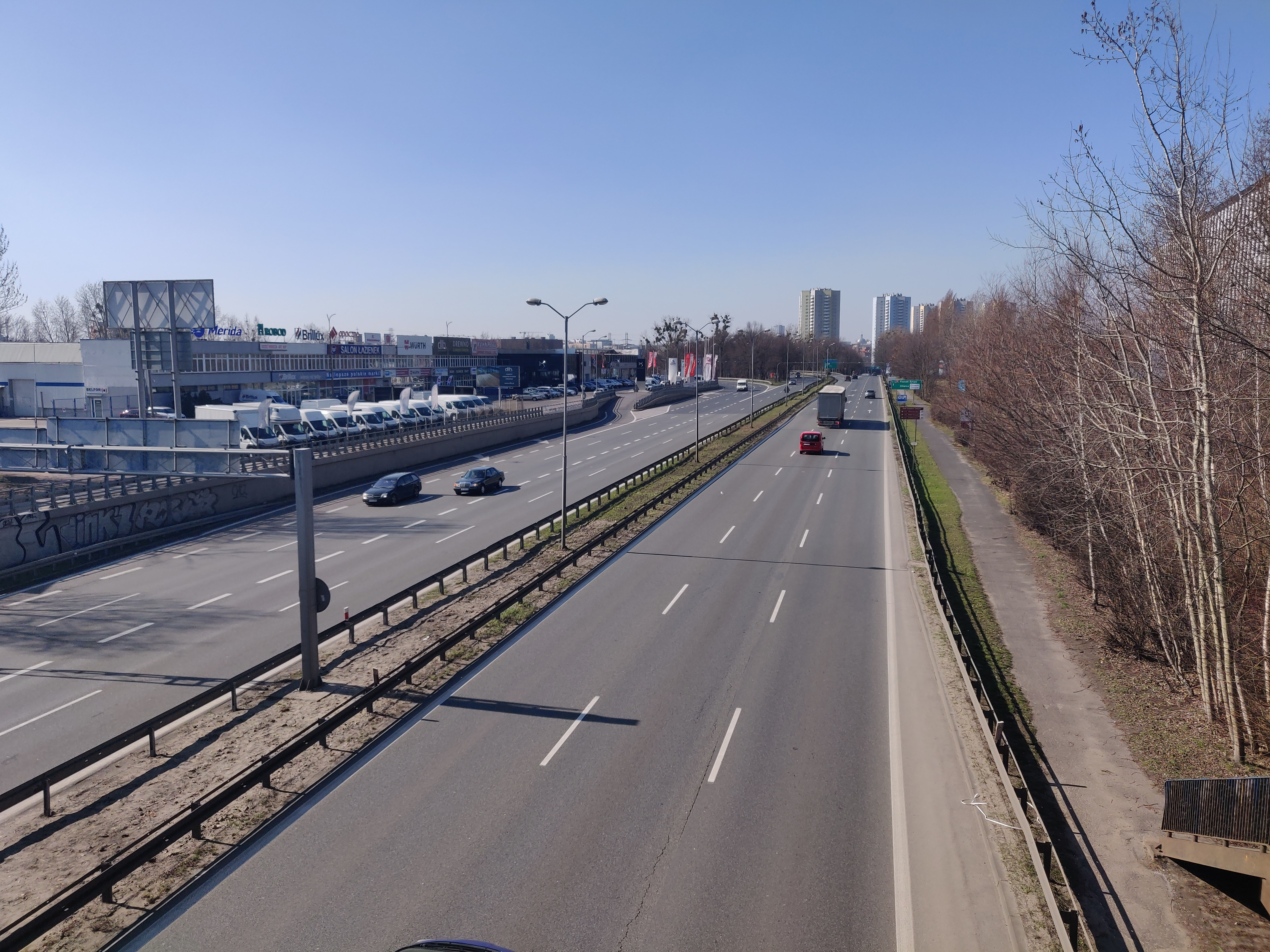
Al. W. Roździeńskiego na wysokości wiaduktu ul. Bohaterów Monte Cassino

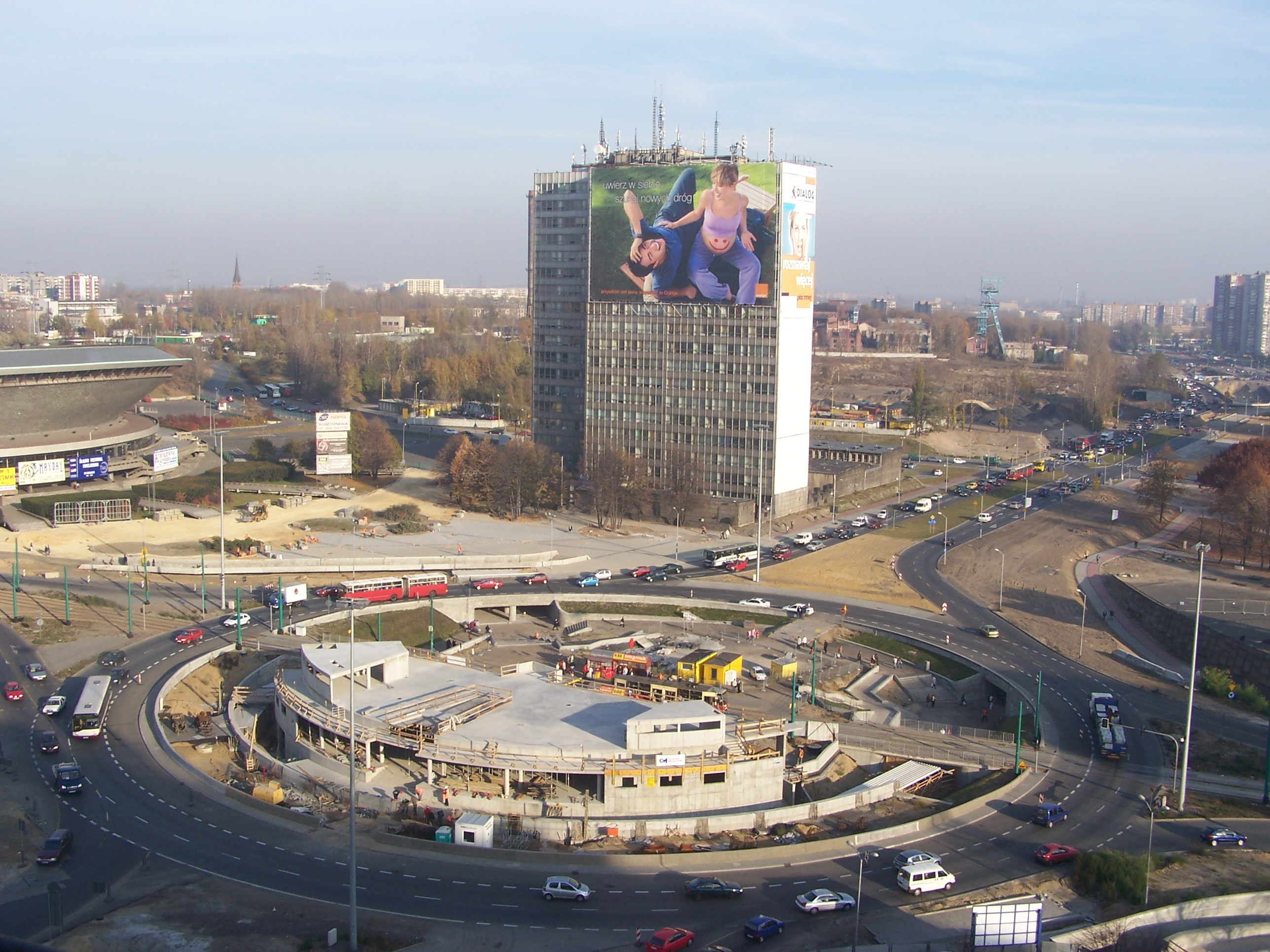
Budowa Drogowej Trasy Średnicowej wraz z budową tunelu (zdjęcie z listopada 2005 roku)

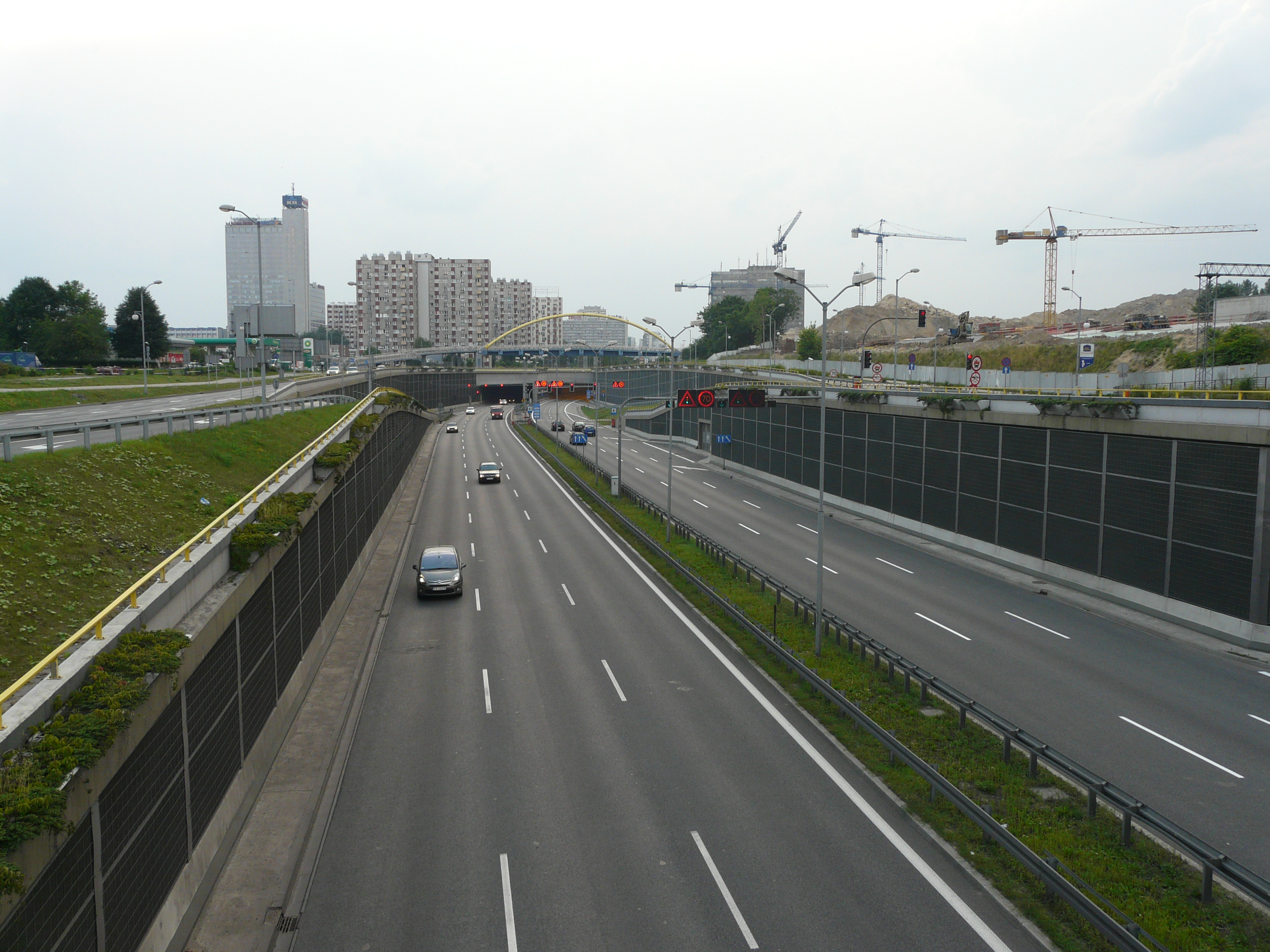
Al. W. Roździeńskiego w lipcu 2012 roku; po prawej stronie budowa nowej siedziby Muzeum Śląskiego na terenie Strefy Kultury

Droga w miejscu śródmiejskiego odcinka al. Walentego Roździeńskiego istniała już przed II wojną światową. W okresie Rzeszy Niemieckiej (do 1922 roku) i w latach niemieckiej okupacji Polski (1939−1945) ulica ta nosiła nazwę Ferdinandstraße.
Obecna trasa alei powstała pomiędzy 1950 a 1956 rokiem. Została ona wybudowana wówczas jako droga dwukierunkowa po jednym pasie ruchu w każdym kierunku. Uchwałą Miejskiej Rady Narodowej 30 października 1956 roku nadano jej nazwę Walentego Roździeńskiego – hutnikowi, właścicielowi kuźni w Roździeniu, zarządcy hut oraz barokowemu pisarzowi, autorowi dzieła poświęconemu hutnictwu pt. Officina ferraria.
W latach 1963–1965 roku aleję poszerzono. 26 lipca 1965 roku na skrzyżowaniu ówczesnych ulic Armii Czerwonwej (obecnie al. Wojciecha Korfantego), Feliksa Dzierżyńskiego (obecnie Chorzowska) i alei Walentego Roździeńskiego oddano do użytku wielofunkcyjne rondo wraz z przejściami podziemnymi i lokalami usługowymi (obecnie rondo gen. Jerzego Ziętka). W latach 70. XX wieku droga była wówczas oznaczona jako europejska trasa E16.
Dnia 1 września 1967 roku przy alei odsłonięto pomnik Powstańców Śląskich, a w latach 60. XX wieku przy skrzyżowaniu z obecną ul. gen. Józefa Hallera osiedle Przedwiośnie. W 1972 roku przy al. W. Roździeńskiego 1 otwarto budynek Śląskiej Dyrekcji Okręgowej Kolei Państwowych, a do 1982 roku w miejscu osadników popłuczkowych z kopalni Katowice powstało osiedle domów wielorodzinnych – osiedle Walentego Roździeńskiego.
W latach 70. XX wieku na wysokości skrzyżowania z ul. Bogucicką i ks. L. Markiefki powstał duży węzeł drogowy (tzw. węzeł FSM), który łączył aleję z poszerzoną wówczas ul. Murckowską w kierunku południowym, a także z nowo powstałą drogą na wschód – ul. Bagienną. Powstała też kładka dla pieszych na wysokości ul. ks. L. Markiefki, zlikwidowana wraz z budową przejścia dla pieszych w 2003 roku. Druga kładka powstała na wysokości kopalni Katowice, a także powstał wiadukt dzisiejszej ul. Bohaterów Monte Cassino.
Pomiędzy 1978 a 1983 rokiem powstało bezkolizyjne skrzyżowanie z dzisiejszą ul. gen. Józefa Hallera. W tym samym okresie powstał sklep Nowosam-Roździeń (al. Roździeńskiego 201–203), a przy numerze 91/93 w połowie lat 80. XX wieku Katowicka Fabryka Mebli. Przy węźle, pod numerem 170 powstał Polmozbyt, a w II połowie lat 90. XX wieku rozwinęło się budownictwo handlowo-usługowe. Powstał wówczas m.in. sklep IKEA, Centrum Handlowe Dąbrówka czy Park Handlowy Rawa.
Przy al. Walentego Roździeńskiego 190 znajduje się cenny architektonicznie obiekt salonu samochodowego Ford-Multexim. Został wzniesiony w latach 1998–2000 według projektu architektów A. Gałkowskiego, P. Średniawy, A. Greli i M. Gałkowskiego. Obiekt posiada 2700 m² powierzchni użytkowej i kubaturę 16950 m³.
W latach 2002–2007 przebudowano aleję. Powstał wówczas tunel pod rondem gen. Jerzego Ziętka (samo też rondo przebudowano), oddany do użytku 9 grudnia 2006 roku. Powstał również nowy łącznik z aleją – przedłużenie ul. Jerzego Dudy-Gracza.
Dnia 3 sierpnia 2010 ulicą prowadziła trasa trzeciego etapu wyścigu kolarskiego Tour de Pologne 2010, a 2 sierpnia 2011 roku – trasa trzeciego etapu Tour de Pologne 2011. W 2011 roku całkowicie wyburzono znajdujące się przy alei pod numerem 214 zabudowania dawnej kopalni węgla kamiennego Jerzy, działającej w latach 1844–1928.
Uchwałą Rady Miasta Katowice nr VIII/131/11 z dnia 18 kwietnia 2011 roku drodze, łączącej al. Walentego Roździeńskiego i ul. Techników w Dąbrówce Małej, nadano nazwę jednemu z łączników alei w rejonie sklepu IKEA – ul. Szwedzka. Uchwała weszła w życie 7 czerwca 2011 roku.
15 sierpnia 2019 roku z okazji Święta Wojska Polskiego przez al. W. Roździeńskiego na odcinku od węzła z ul. Bagienną do ronda gen. J. Ziętka przeszła defilada wojskowa pod hasłem Wierni Polsce, w której uczestniczyło ponad 2,5 tys. żołnierzy wraz ze sprzętem wojskowym.

## Infrastruktura

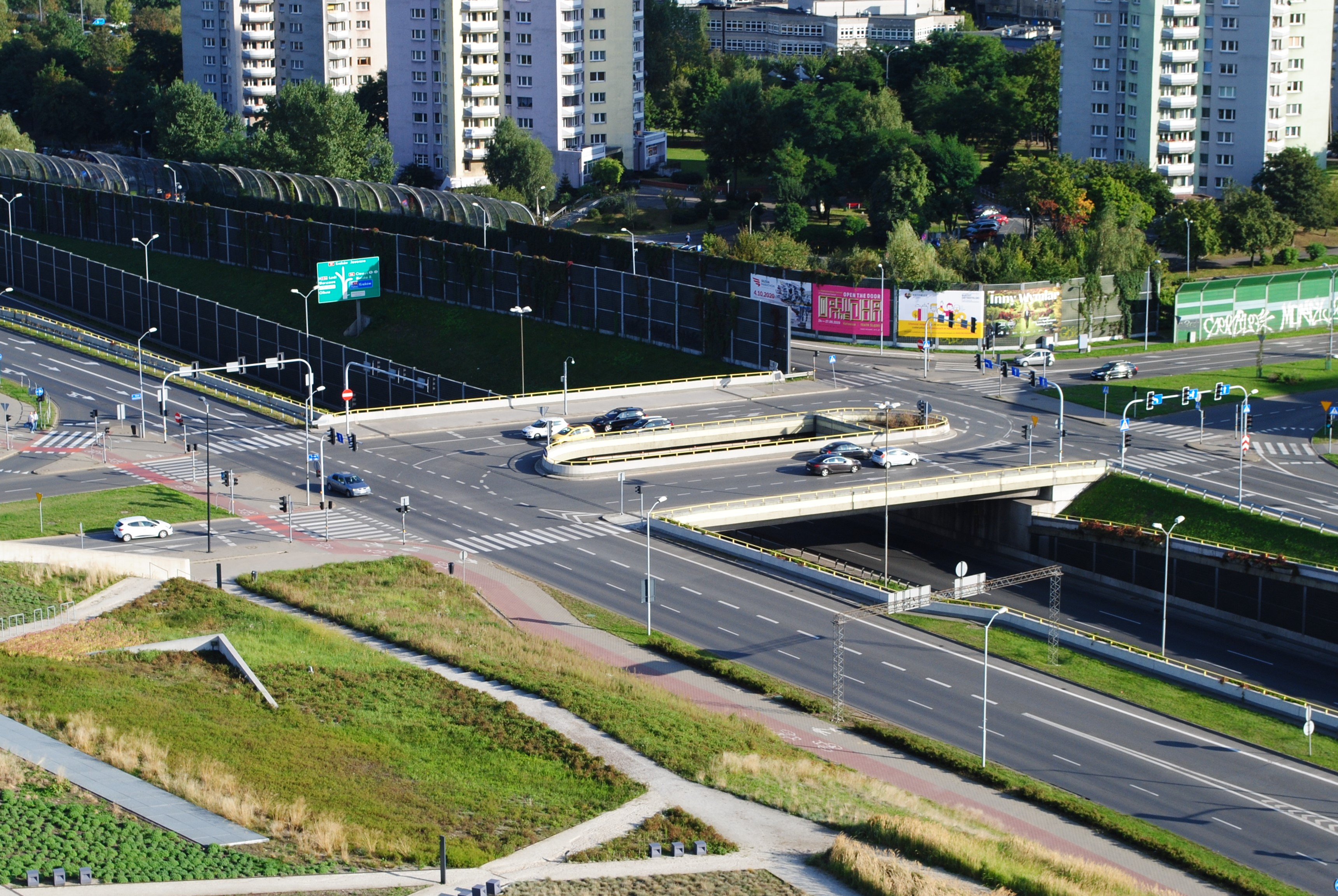
Skrzyżowanie al. W. Roździeńskiego, z ul. T. Dobrowolskiego i J. Dudy-Gracza

Aleja Walentego Roździeńskiego ma długość około 5500 metrów, z czego odcinek drogi o długości będący pod zarządzie Miejskiego Zarządu Ulic i Mostów w Katowicach wynosi 1180 m (jako droga krajowa nr 86), natomiast pozostały (od wiaduktu ul. Bohaterów Monte Cassino do granicy z Sosnowcem) jest administrowany przez Generalną Dyrekcję Dróg Krajowych i Autostrad (jako droga ekspresowa S86).
Jest ona drogą dwujezdniową o trzech lub czterech pasach ruchu w obu kierunkach wraz z pasami awaryjnymi po obu stronach. Jezdnia posiada szerokość 11 metrów, natomiast chodniki wzdłuż alei 2 metry.
Aleja W. Roździeńskiego jest jednym z głównych miejsc w Katowicach, gdzie dochodzi do najwięcej wypadków komunikacyjnych i kolizji drogowych. Jest ona także jednym ze źródeł hałasu w Katowicach jako ważna arteria komunikacyjna Katowic. W tym celu wzdłuż alei przy terenach mieszkaniowych znajdują się ciągi ekranów akustycznych.
W badaniach natężenia ruchu na drogach wlotowych Katowic, przeprowadzonych we wrześniu 2007 roku, aleja na odcinku od ul. Olimpijskiej do al. W. Korfantego jest drogą o największym natężeniu ruchu w popołudniowych godzinach szczytu w Katowicach. Natężenie ruchu wynosiło wówczas 9170 pojazdów na godzinę, z czego 89,7% z nich to samochody osobowe, 3,7% to pojazdy dostawcze i 5,2% to samochody ciężarowe. Po alei jako fragmencie drogi S86 poruszały się wówczas 6114 pojazdy na godzinę, z czego 84,9% z nich stanowiły samochody osobowe.
Aleją kursują liczne linie autobusowe na zlecenie Zarządu Transportu Metropolitalnego oraz Przedsiębiorstwa Komunikacji Miejskiej w Jaworznie. Z przystanku autobusowego Katowice Strefa Kultury, zlokalizowanego na wysokości osiedla Walentego Roździeńskiego, według stanu z października 2020 roku odjeżdża 31 linii autobusowych ZTM, w tym 4 nocne i jedna do portu lotniczego Katowice-Pyrzowice, a także 3 linie PKM Jaworzno. Wzdłuż alei zlokalizowanych jest łącznie 7 przystanków (Katowice Strefa Kultury NOSPR, Katowice Strefa Kultury, Bogucice Skrzyżowanie, Dąbrówka Mała Pawilon Agata, Dąbrówka Mała Centrum Handlowe, Dąbrówka Mała Skrzyżowanie i Dąbrówka Mała Nowosam [nż]).

## Gospodarka i instytucje
Aleja Walentego Roździeńskiego jest miejscem lokalizacji licznych przedsiębiorstw oraz instytucji. Wśród nich znajdują się tu następujące obiekty i instytucje:
- Kompleks wieżowców .KTW (al. Roździeńskiego 1) – składa się z dwóch obiektów, powstałych w miejscu dawnego wieżowca DOKP, wybudowanego w latach 1965–1972; pierwszy wieżowiec .KTW I powstał w latach 2016–2018[24], natomiast .KTW II jest w budowie,
- Biurowiec Silesia Star (al. Roździeńskiego 10[24] / ul. Uniwersytecka 18-20[25]) – ośmiokondygnacyjny kompleks biurowy, powstały w latach 2013–2016[24],
- Novotel Katowice Centrum (al. Roździeńskiego 16) – powstał w latach 1979–1981 jako hotel Warszawa; posiada 11 kondygnacji[24]; jest to czterogwiazdkowy hotel z trzystoma pokojami[26],
- Osiedle Walentego Roździeńskiego (al. Roździeńskiego 86, 86a, 88, 90, 96, 98, 100) – osiedle 27-kondygnacyjnych domów wielorodzinnych na planie ośmioramiennej gwiazdy, wybudowanych w latach 1972–1978 i 1980–1982[26].

Budynki położone przy alei Walentego Roździeńskiego
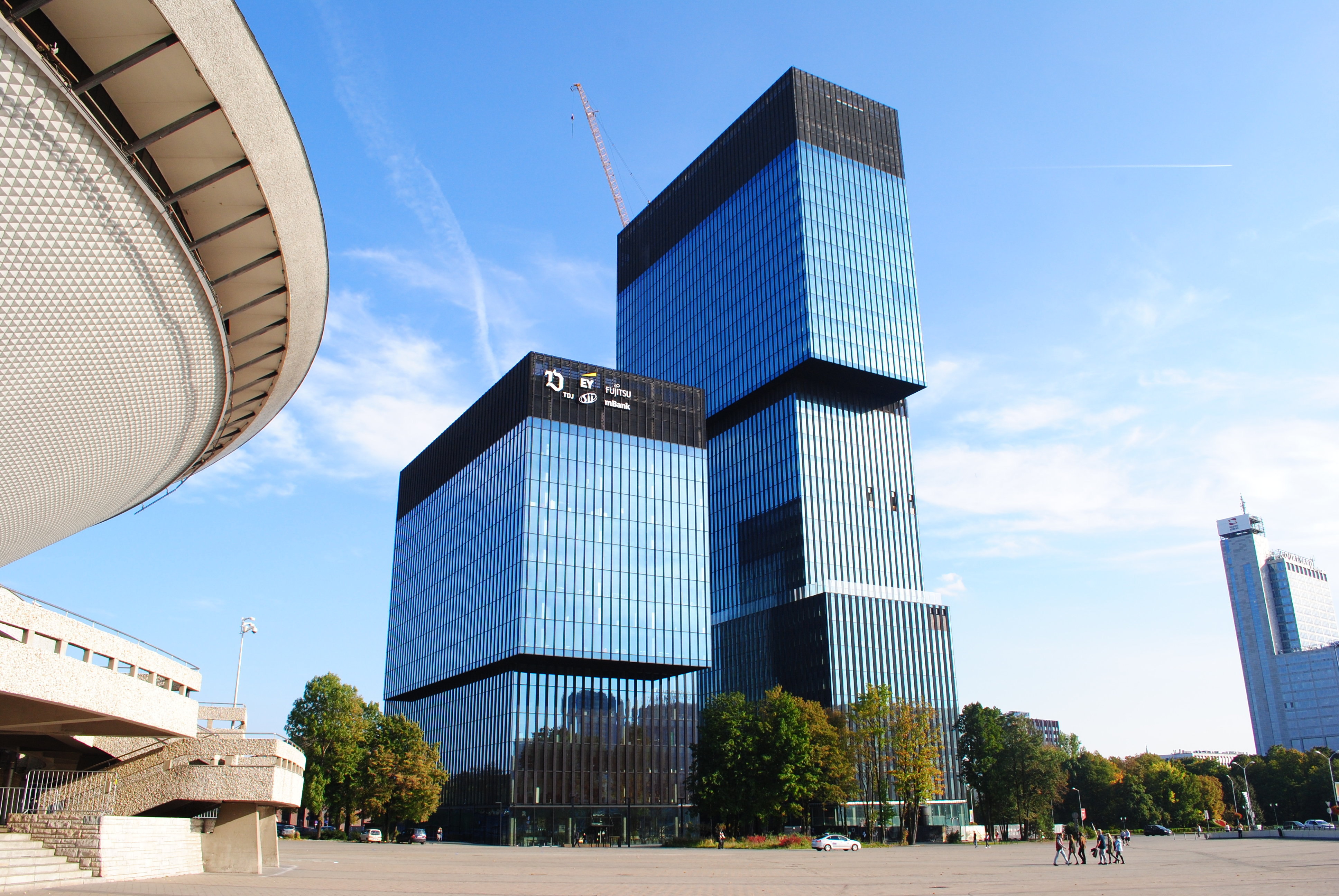
Wieżowce .KTW (październik 2021 roku)
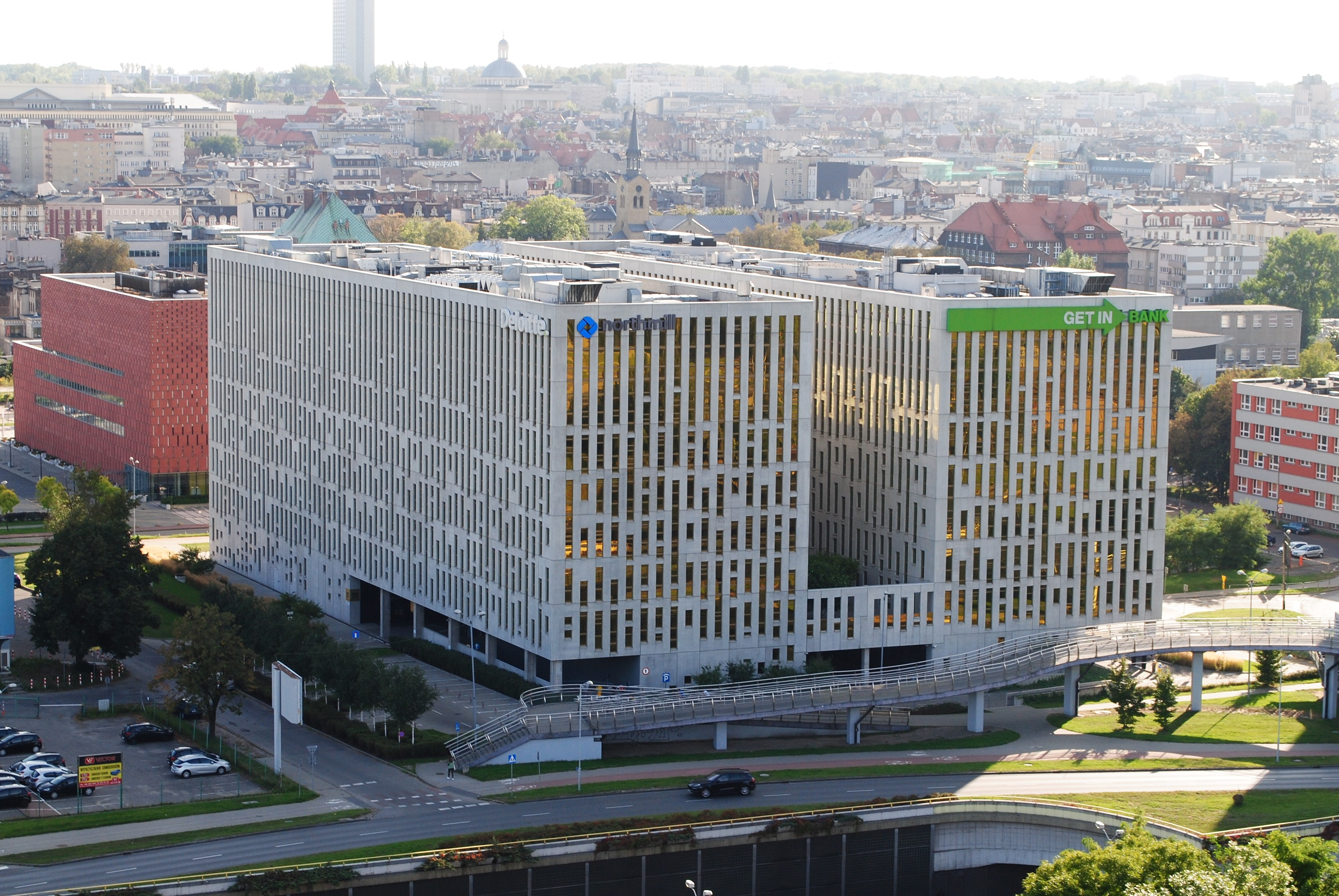
Silesia Star
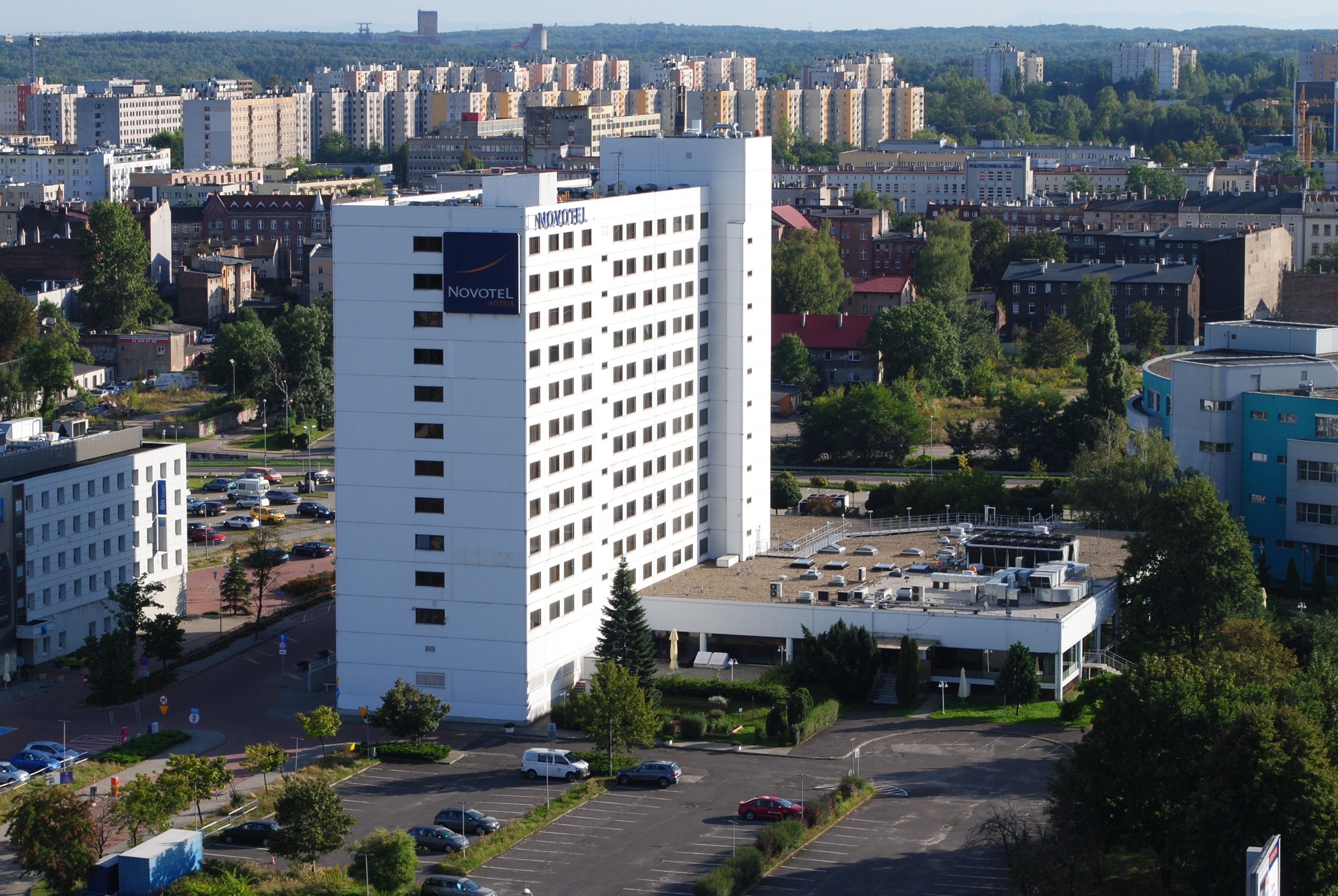
Novotel Katowice Centrum
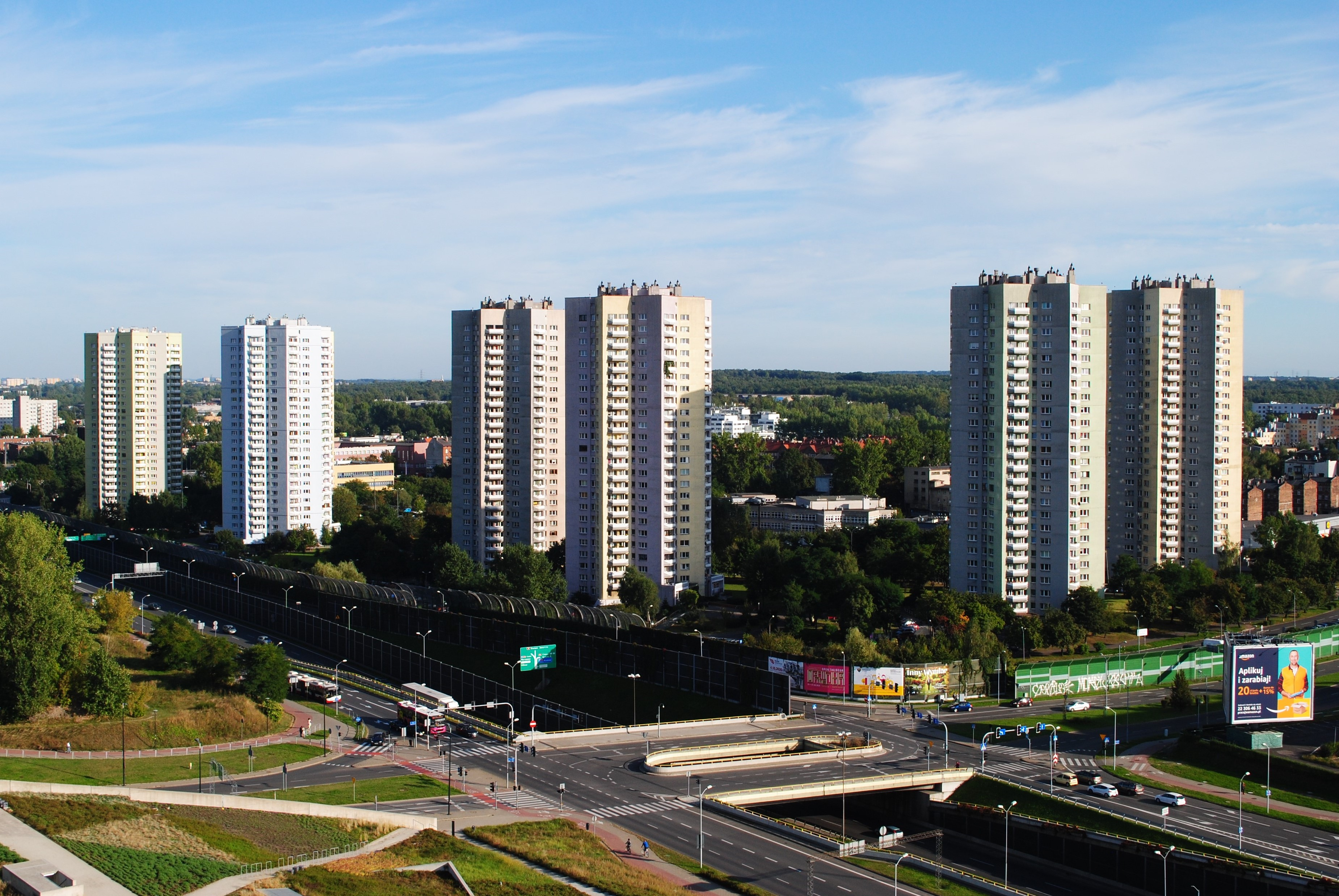
Osiedle Walentego Roździeńskiego

Wzdłuż alei, wg stanu z października 2020 roku, znajduje się pięć stacji paliw następujących sieci: BP (al. Roździeńskiego 14), Orlen (nr 102 i 194), Carrefour (nr 200) i Shell (nr 210). Ponadto zlokalizowane są tu takie działalności gospodarcze, jak m.in.: salony i komisy samochodowe, sklepy i salony wyposażenia wnętrz (w tym IKEA, Agata czy salon Nowy Roździeń), producent sprzętu sportowego Spokey (al. W. Roździeńskiego 188c), firmy z branży budowlanej i usług dla budownictwa, placówki finansowe, hurtownie czy warsztaty samochodowe.